# Philadelphia Firebirds
Philadelphia Firebirds byl profesionální americký klub ledního hokeje, který sídlil v pensylvánském městě Philadelphia. V letech 1977–1980 působil v profesionální soutěži American Hockey League. Před AHL klub působil v North American Hockey League. Firebirds ve své poslední sezóně v AHL skončily ve čtvrtfinále play-off. Své domácí zápasy odehrával v hale Philadelphia Civic Center s kapacitou 9 600 diváků. Klubové barvy byly oranžová a žlutá.
Klub byl během své existence farmou Colorada Rockies.

## Historické názvy
Zdroj: 
- 1974 – Philadelphia Firebirds
- 1979 – Syracuse Firebirds

## Umístění v jednotlivých sezonách
Stručný přehled
Zdroj: 
- 1974–1975: North American Hockey League
- 1975–1976: North American Hockey League (Západní divize)
- 1976–1977: North American Hockey League
- 1977–1980: American Hockey League (Jižní divize)

Jednotlivé ročníky
Zdroj: 
Legenda: Z – zápasy, V – výhry, VP – výhry v prodloužení, R – remízy, P – porážky, PP – porážky v prodloužení, VG – vstřelené góly, OG – obdržené góly, +/- – rozdíl skóre, B – body, fialové podbarvení – reorganizace, změna skupiny či soutěže
| USA / Kanada (1974 – 1980) |                       |        |    |    |    |    |    |    |     |     |      |    |        |             |
| Sezóny                     | Liga                  | Úroveň | Z  | V  | VP | R  | PP | P  | VG  | OG  | +/-  | B  | Pozice | Play-off    |
| 1974/75                    | NAHL                  | –      | 74 | 40 | –  | 3  | –  | 31 | 311 | 288 | +23  | 83 | 2.     | –           |
| 1975/76                    | NAHL (Západní divize) | –      | 74 | 45 | –  | 0  | –  | 29 | 373 | 319 | +54  | 90 | 2.     | Vítěz NAHL  |
| 1976/77                    | NAHL                  | –      | 74 | 38 | –  | 3  | –  | 33 | 319 | 294 | +25  | 79 | 4.     | Čtvrtfinále |
| 1977/78                    | AHL (Jižní divize)    | 2      | 81 | 35 | –  | 11 | –  | 35 | 294 | 290 | +4   | 81 | 3.     | Čtvrtfinále |
| 1978/79                    | AHL (Jižní divize)    | 2      | 80 | 23 | –  | 8  | –  | 49 | 230 | 347 | -117 | 54 | 5.     | –           |
| 1979/80                    | AHL (Jižní divize)    | 2      | 80 | 31 | –  | 7  | –  | 42 | 303 | 364 | -61  | 69 | 3.     | Čtvrtfinále |